# Sunrise Manor
Sunrise Manor és una concentració de població designada pel cens dels Estats Units a l'estat de Nevada. Segons el cens del 2000 tenia 156.120 habitants.

## Demografia
Segons el cens del 2000, Sunrise Manor tenia 156.120 habitants, 53.745 habitatges, i 38.551 famílies La densitat de població era de 1575,99 habitants per km².
Dels 53.745 habitatges en un 37,9% hi vivien nens de menys de 18 anys, en un 49,3% hi vivien parelles casades, en un 15,6% dones solteres, i en un 28,3% no eren unitats familiars. En el 20,3% dels habitatges hi vivien persones soles el 6,0% de les quals corresponia a persones de 65 anys o més que vivien soles. El nombre mitjà de persones vivint en cada habitatge era de 2,88 i el nombre mitjà de persones que vivien en cada família era de 3,32.
Per edats la població es repartia de la següent manera: un 29,7% tenia menys de 18 anys, un 9,8% entre 18 i 24, un 31,3% entre 25 i 44, un 20,0% de 45 a 64 i un 9,2% 65 anys o més.
L'edat mediana era de 31,6 anys. Per cada 100 dones hi havia 99,43 homes. Per cada 100 dones de 18 o més anys hi havia 96,95 homes.
La renda mediana per habitatge era de 41.066 $ i la renda mediana per família de 44.339 $. Els homes tenien una renda mediana de 31.175 $ mentre que les dones 24.605 $. La renda per capita de la població era de 16.659 $. Aproximadament el 10,4% de les famílies i el 12,8% de la població estaven per davall del llindar de pobresa.

## Poblacions més properes
El següent diagrama mostra les poblacions més properes.